# Ga Euljiro 3(sam)-ga
Ga Euljiro 3(sam)-ga (Thẻ Shinhan) (Tiếng Hàn: 을지로3가역 (신한카드), Hanja: 乙支路3街驛) là ga trung chuyển trên Tàu điện ngầm Seoul tuyến 2 và Tàu điện ngầm vùng thủ đô Seoul tuyến 3 ở Euljiro 3-ga, Jung-gu, Seoul.

## Lịch sử
- 30 tháng 6 năm 1983: Tên ga được quyết định là Ga Euljiro 3(sam)-ga[2]
- 13 tháng 9 năm 1983: Tên ga Tàu điện ngầm Seoul tuyến 3 được quyết định là Ga Euljiro 3(sam)-ga[3]
- 16 tháng 9 năm 1983: Bắt đầu hoạt động với việc khai trương Tàu điện ngầm Seoul tuyến 2 đoạn Euljiro 1(il)-ga ~ Seongsu
- 18 tháng 10 năm 1985: Nó trở thành ga trung chuyển với việc mở đoạn Dongnimmun ~ Yangjae của Tàu điện ngầm Seoul tuyến 3[4]
- Tháng 3 năm 2022: Dự kiến thay biển tên nhà ga bằng vũ khí trả phí của Thẻ Shinhan[5]

## Bố trí ga

### Tuyến số 2 (B2F)
| Euljiro 1(il)-ga ↑ |
| \| Vòng ngoài      |
| ↓ Euljiro 4(sa)-ga |

| Vòng ngoài | ● Tuyến 2 | ← Hướng đi Tòa thị chính · Đại học Hongik · Sindorim       |
| Vòng trong | ● Tuyến 2 | → Hướng đi Euljiro 4(sa)-ga · Sindang · Seongsu · Jamsil → |

| Tuyến và hướng                                     | Chuyển tuyến nhanh |
| -------------------------------------------------- | ------------------ |
| Tuyến 2 Vòng ngoài (Hướng Tòa thị chính) → Tuyến 3 | 10-4               |
| Tuyến 2 Vòng trong (Hướng Wangsimni) → Tuyến 3     | 1-1                |

### Tuyến số 3 (B3F)
| Jongno 3(sam)-ga ↑ |
| S/B N/B \|         |
| ↓ Chungmuro        |

| Hướng Bắc | ●Tuyến 3 | ← Hướng đi Jongno 3(sam)-ga · Gyeongbokgung · Yeonsinnae · Daehwa |
| Hướng Nam | ●Tuyến 3 | → Hướng đi Chungmuro · Xe buýt tốc hành · Suseo · Ogeum →         |

| Tuyến và hướng                                | Chuyển tuyến nhanh |
| --------------------------------------------- | ------------------ |
| Tuyến 3 (Hướng Daehwa) → Tuyến 2 (Vòng trong) | 7-1                |
| Tuyến 3 (Hướng Daehwa) → Tuyến 2 (Vòng ngoài) | 2-3                |
| Tuyến 3 (Hướng Ogeum) → Tuyến 2 (Vòng trong)  | 4-4                |
| Tuyến 3 (Hướng Ogeum) → Tuyến 2 (Vòng ngoài)  | 9-3                |

## Xung quanh nhà ga
| Lối ra \| 나가는 곳 \| Exit \| 出口 | Lối ra \| 나가는 곳 \| Exit \| 出口 |
| ----------------------------------- | --- |
| 1                                   | Trụ sở chính của Ngân hàng Công nghiệp Hàn Quốc, Văn phòng Việc làm và Lao động Khu vực Seoul, Cheonggyecheon Cầu Samil, Trung tâm Việc làm Thêm vào Seoul, Supyo-dong, Trung tâm Giao lưu Quốc tế Hàn Quốc, Tổ chức Du lịch Seoul, Trung tâm Du lịch Seoul, Trung tâm Văn hóa Jung-gu |
| 2                                   | Trung tâm Dịch vụ Cộng đồng Euljiro-dong, Trung tâm Thanh niên Seoul, Nhà tưởng niệm Jeon Tae-il, Hướng đi Cheonggyecheon |
| 3                                   | Trung tâm Cộng đồng Euljiro-dong, Euljiro 2-ga, Trung tâm Thanh niên Seoul |
| 4                                   | Cửa hàng Máy công cụ, Trung tâm Thanh niên Seoul, Ga Jongno 3(sam)-ga, Cheonggyecheon |
| 5                                   | Hướng đi Ipjeong-dong, Ga Jongno 3(sam)-ga, Cheonggyecheon |
| 6                                   | Daelim Arcade, Euljiro 3(sam)-ga |
| 7                                   | Trung tâm an toàn Euljiro 3(sam)-ga, Euljiro 4-ga, Trung tâm mua sắm Sampoong, Khách sạn Best Western National Road, Bưu điện Euljiro 4-ga |
| 8                                   | Inhyeon-dong, Văn phòng Jung-gu, Trường trung học cơ sở Deoksu, Hội trường nghệ thuật Myungbo |
| 9                                   | Cho-dong, Nhà thờ Youngnak, Hướng đi Ga Chungmuro |
| 10                                  | Euljiro 2-ga |
| 11                                  | Nhà tưởng niệm Godang Cho Man-sik, Dịch vụ Hưu trí Quốc gia Jongno Chi nhánh Jung-gu, Hướng Chungmuro 3-ga |
| 12                                  | Bệnh viện Đại học Inje Seoul Paik, Thẻ Shinhan, Văn phòng Thuế Namdaemun, Nhà thờ Myeongdong, Sở Cảnh sát Trung tâm Seoul, Đài Phát thanh Hòa bình Công giáo, Báo Pyeonghwa |

## Thay đổi hành khách
| Năm                                        | Số lượng hành khách (người) | Số lượng hành khách (người) | Tổng cộng | Ghi chú |        |        |  |
| ------------------------------------------ | --------------------------- | --------------------------- | --------- | ------- | ------ | ------ |  |
| Năm                                        | 1994                        | 51,774                      | Tổng cộng | Ghi chú | 34,591 | 86,365 |  |
| 1995                                       | 59,415                      | 30,155                      | 89,570    |         |        |        |  |
| 1996                                       | 53,132                      | 34,649                      | 87,781    |         |        |        |  |
| 1997                                       | 39,951                      | 32,054                      | 72,005    |         |        |        |  |
| 1998                                       | 35,537                      | 28,329                      | 63,866    |         |        |        |  |
| 1999                                       | —                           | —                           | —         |         |        |        |  |
| 2000                                       | 37,495                      | 25,142                      | 62,637    |         |        |        |  |
| 2001                                       | 38,790                      | 25,342                      | 64,132    |         |        |        |  |
| 2002                                       | 38,501                      | 24,183                      | 62,684    |         |        |        |  |
| 2003                                       | 37,380                      | 22,942                      | 60,322    |         |        |        |  |
| 2004                                       | 36,668                      | 22,031                      | 58,699    |         |        |        |  |
| 2005                                       | 34,692                      | 21,078                      | 55,770    |         |        |        |  |
| 2006                                       | 32,464                      | 19,922                      | 52,386    |         |        |        |  |
| 2007                                       | 31,411                      | 19,369                      | 50,780    |         |        |        |  |
| 2008                                       | 30,832                      | 18,856                      | 49,688    |         |        |        |  |
| 2009                                       | 31,894                      | 18,880                      | 50,774    |         |        |        |  |
| 2010                                       | 31,869                      | 18,600                      | 50,469    |         |        |        |  |
| 2011                                       | 31,692                      | 18,636                      | 50,328    |         |        |        |  |
| 2012                                       | 34,831                      | 19,588                      | 54,419    |         |        |        |  |
| 2013                                       | 37,171                      | 20,039                      | 57,210    |         |        |        |  |
| 2014                                       | 38,093                      | 20,264                      | 58,357    |         |        |        |  |
| 2015                                       | 38,921                      | 19,266                      | 58,187    |         |        |        |  |
| 2016                                       | 39,861                      | 19,346                      | 59,207    |         |        |        |  |
| 2017                                       | 39,974                      | 19,700                      | 59,674    |         |        |        |  |
| 2018                                       | 42,669                      | 21,070                      | 63,739    |         |        |        |  |
| 2019                                       | 45,968                      | 22,641                      | 68,609    |         |        |        |  |
| 2020                                       | 32,599                      | 16,674                      | 49,273    |         |        |        |  |
| 2021                                       | 33,017                      | 16,311                      | 49,328    |         |        |        |  |
| 2022                                       | 39,380                      | 18,253                      | 57,633    |         |        |        |  |
| Nguồn                                      |                             |                             |           |         |        |        |  |
| : Phòng dữ liệu Tổng công ty Vận tải Seoul |                             |                             |           |         |        |        |  |

## Hình ảnh

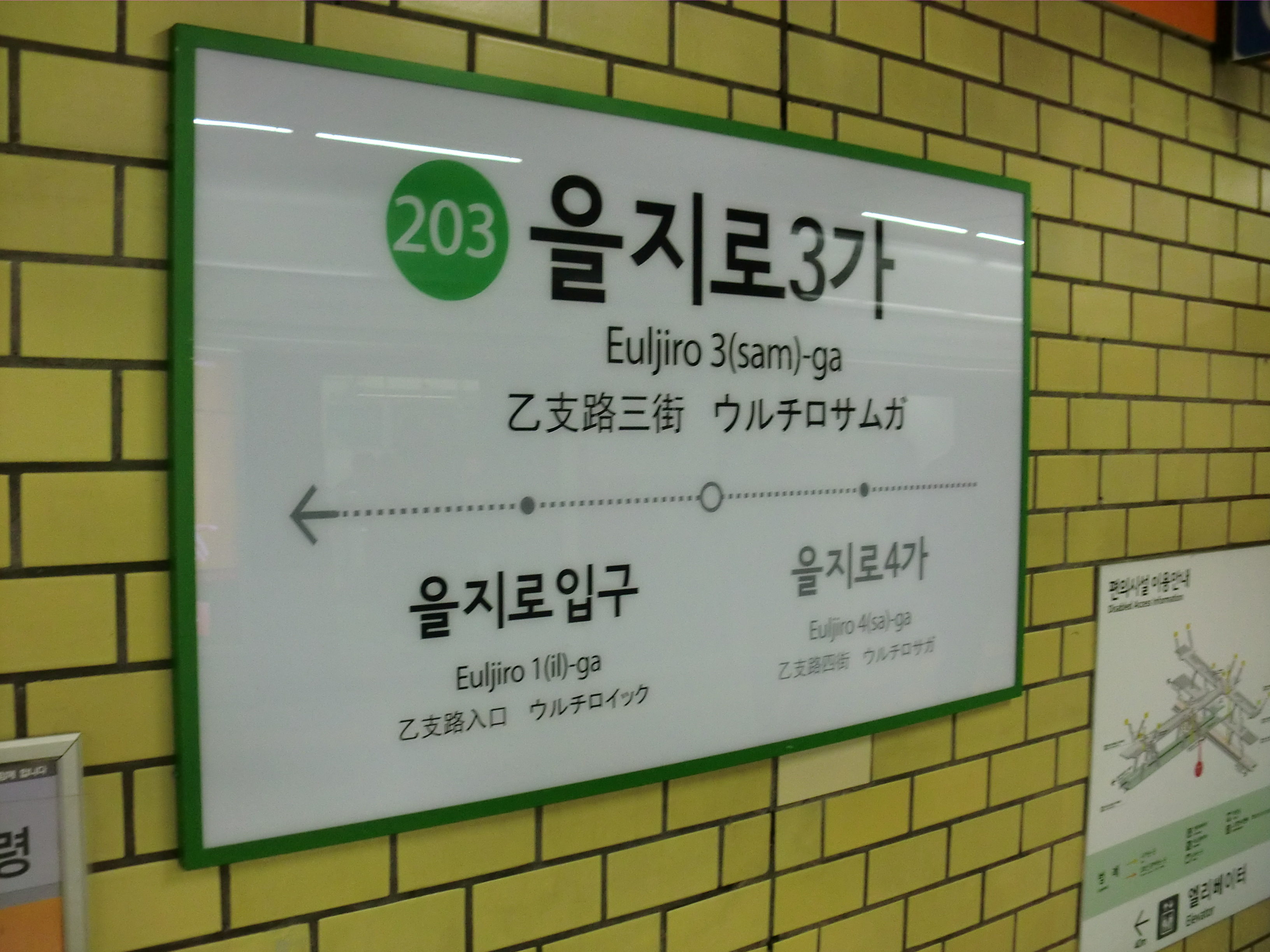
Bảng tên ga tuyến 2
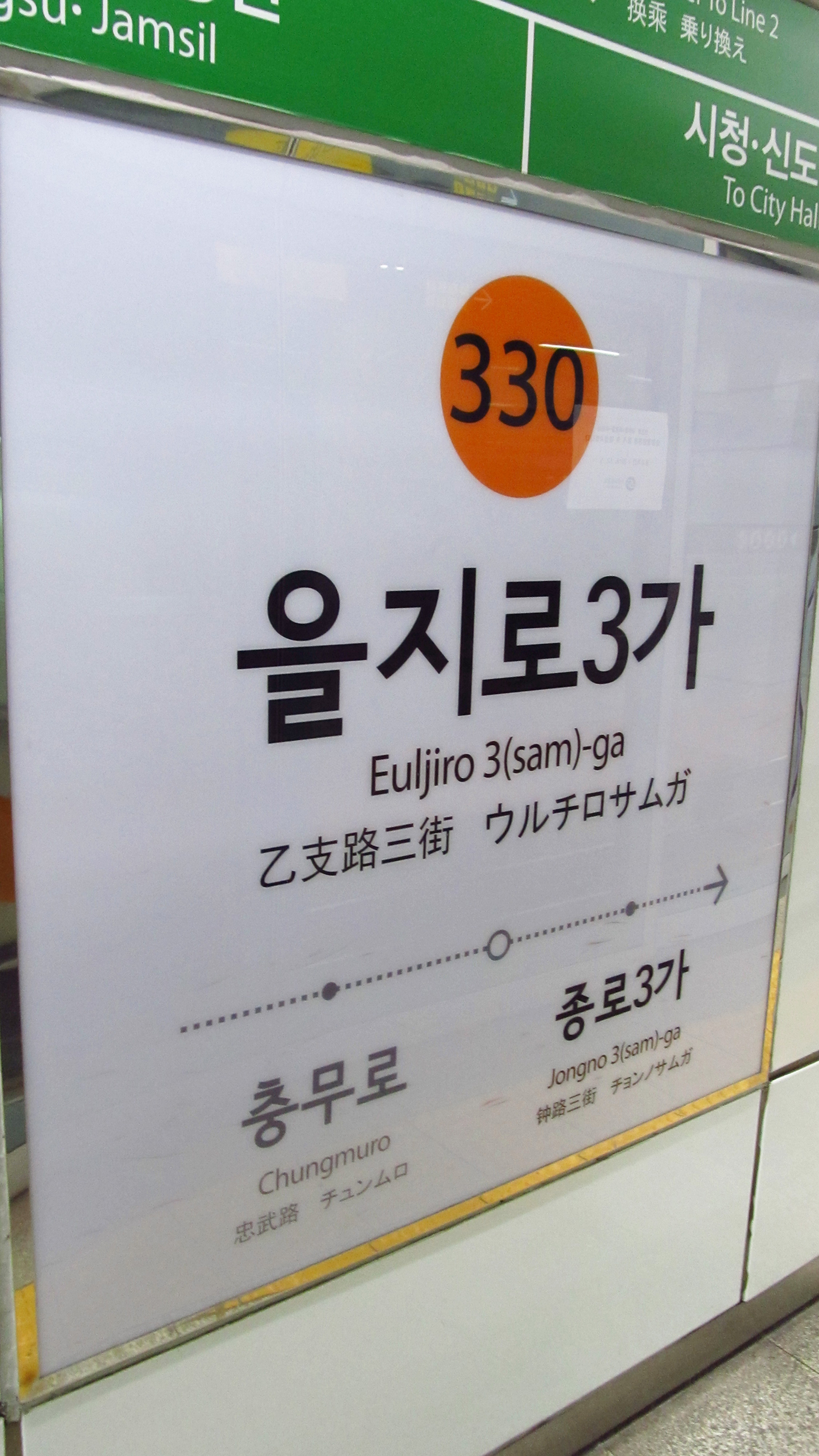
Bảng tên ga tuyến 3
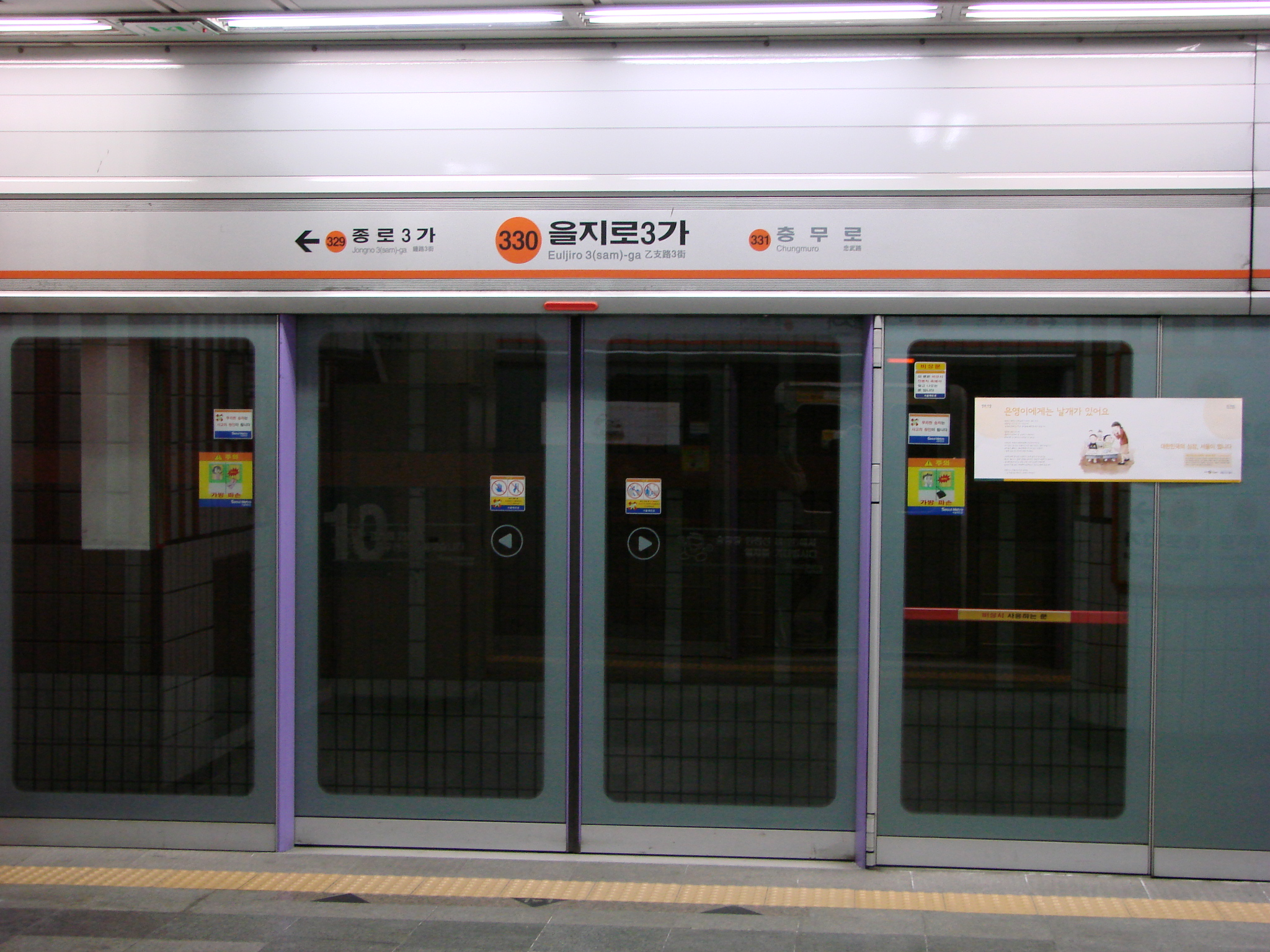
Cửa chắn sân ga tuyến 3